# CiiNA CiiNA
CiiNA CiiNA（シーナシーナ）は、OICグループの株式会社Firsto（英語: Firsto Co., Ltd.）が運営している大型商業施設である。

## 概要
2024年（令和5年）2月、総合スーパー「イトーヨーカドー」を展開するイトーヨーカ堂は、首都圏への経営資源集約を目的に、北海道・東北地方・信越地方から撤退することを決定した。これに伴い、撤退後の店舗は、OICグループをはじめ、ヨークベニマルやダイイチに譲渡されることになった。2024年2月の発表当初、撤退対象となる17店舗のうち7店舗がOICグループに譲渡される予定だったが、同日に五所川原店、同年4月22日には福住店（北海道札幌市豊平区）、同年9月26日には尾張旭店（愛知県尾張旭市）もOICグループに継承されることが決定した。
2024年7月18日、イトーヨーカ堂から継承する商業施設の名称を「CiiNA CiiNA（シーナシーナ）」に決定した。OICグループの「C」を取り、「美味しーな」「楽しーな」「嬉しーな」と前向きな気持ちが多く生まれる場所にしたいとの思いが込められている。
2024年8月29日に屯田・青森が、同年10月24日には福住が、同年10月31日に弘前が開業し、2025年2月1日には琴似、同年2月20日には尾張旭、2月27日に花巻、3月2日に丸大新潟が開業した。
いずれもイトーヨーカドー閉店時に営業していたテナントの一部が先行オープンした形で、核テナントである「ロピア」に先駆けての開業となる。

## 沿革
- 2024年（令和6年）
  - 2月9日 - イトーヨーカ堂から7店舗の継承を発表[2][広報 2]。
  - 4月22日 - イトーヨーカドー福住店の継承を発表[4]。
  - 7月18日 - 商業施設の名称を「CiiNA CiiNA（シーナシーナ）」に決定[6][広報 3]。
  - 8月29日 - 「CiiNA CiiNA 屯田」、「CiiNA CiiNA 青森」が開業[7][8]。
  - 9月26日 - イトーヨーカドー尾張旭店の継承を発表[5]。
  - 10月24日 - 「CiiNA CiiNA 福住」が開業[9]。
  - 10月31日 - 「CiiNA CiiNA 弘前」が開業[10][14]。
  - 11月23日 - CiiNA CiiNA 屯田内にロピアが開業[15]。
  - 12月10日 - CiiNA CiiNA 青森内にロピアが開業[16]。
- 2025年（令和7年）
  - 2月1日 - 「CiiNA CiiNA 琴似」が開業[11]。
  - 2月8日 - CiiNA CiiNA 福住内にロピアが開業[17]。
  - 2月20日 - 「CiiNA CiiNA 尾張旭」が開業[広報 4]。
  - 2月26日 - CiiNA CiiNA 弘前内にロピアが開業[18]。
  - 2月27日 - 「CiiNA CiiNA 花巻」が開業[12]。
  - 3月2日 - 「CiiNA CiiNA 丸大新潟」が開業[13]。

## 店舗
出典：

### 北海道
- CiiNA CiiNA 琴似（札幌市西区琴似2条1丁目4-1[広報 6]、旧イトーヨーカドー琴似店[19]）
2025年2月1日に一部専門店が先行オープンし[11]、2025年5月8日ロピアがオープン。[20]。

- CiiNA CiiNA 屯田（札幌市北区屯田8条3丁目5-1[広報 7]、旧イトーヨーカドー屯田店[21]）
2024年8月29日に一部専門店が先行オープンし[7]、同年11月23日にはロピアがオープンした[15][広報 8]。

- CiiNA CiiNA 福住（札幌市豊平区福住2条1丁目2-5[広報 9]、旧イトーヨーカドー福住店[9]）
2024年10月24日、一部専門店が先行オープン[9]。2025年2月8日ロピアがオープン[17][22]。

### 青森県
- CiiNA CiiNA 青森（青森市浜田1-14-1[広報 10]、旧イトーヨーカドー青森店[23]）
2024年8月29日に一部専門店が先行オープンし[8]、同年12月10日にはロピアがオープンした[16]。

- CiiNA CiiNA 弘前（弘前市大字駅前3-2-1[広報 11]、旧イトーヨーカドー弘前店[14]）
2024年10月31日、一部専門店が先行オープン[14]、2025年2月26日にはロピアがオープンした[18]。

### 岩手県
- CiiNA CiiNA 花巻（花巻市下小舟渡118-1[広報 12]、旧イトーヨーカドー花巻店[12]）
2025年2月27日、一部専門店が先行オープンし[12]、同年6月27日ロピアがオープン[24]。

### 新潟県
- CiiNA CiiNA 丸大新潟（新潟県新潟市中央区本町通6番町1122-1[広報 13]、旧イトーヨーカドー丸大新潟店[13]）
イトーヨーカドーとしての営業当時は、イトーヨーカ堂の子会社となっていた「丸大」が運営していた店舗であり、移管に伴って丸大の株式自体もイトーヨーカ堂からOICグループへ譲渡されている[25]。
2025年3月2日、一部専門店が先行オープン[13]。

### 愛知県
- CiiNA CiiNA 尾張旭（尾張旭市南原山町石原116-4[広報 14]、旧イトーヨーカドー尾張旭店[5]）
2025年2月20日、一部専門店が先行オープン[広報 4]。
2025年6月20日、ロピアがオープン[26]。